# Radiotelescopio di Pico Veleta
Il Radiotelescopio di Pico Veleta è un radiotelescopio millimetrico, con una parabola del diametro di 30 m, che ne fa il secondo più grande dopo il Large Millimeter Telescope. Opera in frequenze che vanno da 80 a 300 GHz, studiando campi che arrivano a gas e polveri interstellari e alla cosmologia. Ne possono fare da esempio le molecole di CO, HCN e CS scoperte durante l'impatto della Cometa Shoemaker-Levy 9 con Giove, o anche l'idrocarburo C3H scoperto nella nebulosa Testa di Cavallo. Il telescopio fa parte anche dell'Event Horizon Telescope, che nell'aprile 2019 ha pubblicato la prima foto di un buco nero: M87.